# Caio Servílio Gêmino
Caio Servílio Gêmino (m. 180 a.C.; em latim: Caius Servilius Geminus) foi um político da gente Servília da República Romana eleito cônsul em 203 a.C. com Cneu Servílio Cepião. Foi também ditador em 202 a.C. e pontífice máximo entre 183 a.C. e sua morte. Era neto de Públio Servílio Gêmino, cônsul em 252 e 248 a.C., e seu pai, Caio Servílio Gêmino, foi pretor na Gália Cisalpina e permaneceu quinze anos em cativeiro até ser libertado por ele. Marco Servílio Púlex Gêmino, cônsul no ano seguinte, era seu irmão.

## Segunda Guerra Púnica
Em 212 a.C., Gêmino foi enviado à Etrúria para comprar cereais para as tropas da guarnição de Taranto, que na época estava cercada por Aníbal. Ele conseguiu furar o cerco e entregou os cereais com sucesso. Em 210 a.C., foi eleito pontífice no lugar de Tito Otacílio Crasso e, no ano seguinte, foi edil curul. No mesmo ano, ainda como edil, foi escolhido para ser o mestre da cavalaria (magister equitum) do ditador Tito Mânlio Torquato. Em 206 a.C., foi propretor da Sicília.

### Consulado (203 a.C.)
Gêmino foi eleito cônsul com Cneu Servílio Cepião em 203 a.C. e recebeu a Etrúria como sua província. De lá, seguiu para a Gália Cisalpina para libertar seu pai, que estava preso como prisioneiro de guerra desde 218 a.C.. Lívio menciona que uma rogatio foi proposta ao povo para livrar Servílio das consequências de ter violado as leis ao ter sido tribuno da plebe e edil plebeu enquanto seu pai estava vivo, pois havia se sentado na cadeira curul sem saber que seu pai estava vivo. Nenhum outro escritor clássico menciona uma lei que proibisse esta eleição.

### Ditador (202 a.C.)
Em 202 a.C., Gêmino foi nomeado ditador comitiorum habendorum causa pelo cônsul Marco Servílio Púlex Gêmino para realizar as eleições e foi a última pessoa a ser eleita para a função até Lúcio Cornélio Sula em 82 ou 81 a.C.

## Anos finais e morte
Em 201 a.C., serviu como um dos decênviros responsáveis pela distribuição das terras entre os veteranos que lutaram com Cipião Africano. Em 183 a.C., foi eleito pontífice máximo no lugar de Públio Licínio Crasso Dives. Morreu em 180 a.C..